# Альзума, Мусса
Мусса Альхассан Альзума (фр. Moussa Alhassane Alzouma; 30 сентября 1982, Досо) — нигерский футболист, вратарь клуба ЖНН и национальной сборной Нигера. Был заявлен на Кубок африканских наций 2013, который проходил в ЮАР.

## Биография

### Клубная карьера
С 2010 года по 2012 года выступал в чемпионате Нигера за клуб «Сахель» из столице страны Ниамея. В 2012 году перешёл в другой столичный клуб — ЖНН (фр. Association Sportive des Gendarmerie Nationale Nigérienne). В 2014 году стал чемпионом страны.

### Карьера в сборной
В национальной сборной Нигера дебютировал 9 октября 2012 года в товарищеском матче против Либерии (4:3), Альзума вышел на замену. На данный момент это его единственный матч за сборную. В январе 2013 года главный тренер сборной Нигера Гернот Рор вызвал его на Кубок африканских наций в ЮАР. За сборную он был заявлен под номером 1. В команде был сменщиком Кассали Дауда и Самину Рабо. На турнире Альзума не сыграл ни одного матча.